# Emili Salut i Payà
Emili Salut i Payà (* 13. November 1918 in Barcelona, Spanien; † 16. Mai 1982 in Barcelona) war ein katalanischer Komponist und Trompeter.

## Biographie
Emili Salut studierte Violine und Klavier an der Städtischen Musikschule in Barcelona, aber seine eigentliche Leidenschaft war die Komposition. Danach interessierte er sich für Trompete, die er bei Lluís Rovira erlernte. Er gehörte bis zum Ausbruch des Spanischen Bürgerkriegs zu mehreren Instrumentalensembles. 1939 ging er in die Sowjetunion, um einen Lehrgang als Pilot zu absolvieren. 1940 und 1941 trat er mit dem Orchester von Mikhail Lipski im Metropol-Restaurant und -Kino in Moskau und im Marmorpalais in Leningrad auf. Zwischen 1941 und 1948 war er in mehreren Gefängnissen und Arbeitslagern, etwa in Kok-Usek. Zwischen 1951 und 1956 fungierte er als Dirigent des Großen Moskauer Zirkusorchesters, mit dem er in der UdSSR auf Tournee war. 1957 konnte er nach Spanien zurückkommen und arbeitete zunächst bei Radio Nacional de España in Madrid. 1958 nahm er als Dirigent an dem Film La violetera mit Sara Montiel teil. 1959 zog er nach Barcelona, wo er zunächst als Musikkritiker für Radio Juventud de Barcelona das künstlerische Informationsprogramm Metrònom präsentierte, um dann als Russischlehrer zu arbeiten. Ab 1962 dirigierte er mehrfach Konzerte in Barcelona. 1977 und 1978 lebte er in Finnland und Norwegen.

## Werke

### Kammermusik
- Sechs Cànons, Op. 8 (1953–1976), für Streicher
- Guerras civiles de Granada, Op. 13 (1957), für Violine und Klavier
- Solo de concierto, für eine Singstimme, Violine und Klavier

### Singstimme und Klavier
- Agraint un clavell (1982)
- Invierno (1946), im Konzentrationslager geschrieben
- Recuerdos, Erinnerungen aus dem Konzentrationslager

### Klavier
- Canone, Op. 53 (1980)
- Elegie, Op. 36 (1940)
- Estudi núm. 1: Satànic (1953)
- Preludio, Op. 53 (1976)
- Recoup, Op. 35 (1970)
- Romanza (1947)
- Sonata núm. 1 (1947)
- 12 Valsos per a piano, Op. 15 (1945–1971)

### Orgue
- Fugueta, d'introducció i comiat per a una cerimònia nupcial, Op. 25

### Chor
- Canción Yalta, Op. 9, russischen Text
- El cargol, Op. 1 (1978)

### Cobla
- Els brivalls del barri, Op. 3 (1965), Sardana für Chor und Cobla (das Sardana-Orchester)
- El cargol, Op. 3 (1979), für Chor und Cobla
- En Pere Gallarí, Op. 3 (1976), für Chor und Cobla
- Un pont de cobre l'altre, Op. 3 (1963), für Chor und Cobla
- Remei, Op. 3 (1962), für Chor und Cobla
- La vall, Op. 3 (1965), für Chor und Cobla

### Orchester
- Introducció i comiat per a una cerimònia nupcial, Op. 25 (1963)
- Kalinka, Op. 48
- Retaule nadalench, Op. 39 (1962)
- Romanza, Op. 49 (1962)
- Rondó per al tema de Krasnii sarafan, Op. 47
- Santa Eulària, esbós poemàtich (1976)
- Suite amussette, Op. 35
- Suite Tártara núm. 3 (1953)
- Tonadilla y Copla, Op. 42 (1969)

### Band
- Retaule nadalench, Op. 39 (1962)

### Ballet
- El Circo, Suite für Symphonie-Orchester
- Suite lirique, Op. 11
- Werther, Op. 16 (1950–1978)

### Arrangements
- Jota aragonesa, von Glimka, für Band instrumentiert (1962)
- Ave Maria, von Franz Schubert, für Solist, Chor und Orchester instrumentiert

### Jazz
- Abschor lied
- Aufwiedersehen
- Foxbrush, foxtrot (1947)
- Stormbound
- Foxtrot
- Glaspliter, intermezzo
- Ich will das immer Frühling sein soll
- A little house on Michigan Sea
- Mutter liebe
- Sombrero cordobés (1947)

#### Jazz-Arrangements
- Love is a many-splendored thing, von Sammy Fain, für Trompete arrangiert
- La sombra de tu sonrisa, von J. Mandel i P. Webster, für Trompete arrangiert
- Blue Skies, für Klavier arrangiert

## Schriften
- Emili Salut i Payà: Memòries. Biblioteca de Catalunya. Topographisch: M 4900 bis M 4948. [Abgerufen am 8. März 2014]